# Heinrich Hemsath
Heinrich Hemsath (* 24. November 1902 in Münster; † 14. April 1978 in Wiesbaden) war ein deutscher Politiker (SPD).

## Biografie

### Ausbildung und Beruf
Hemsath erlernte den Beruf des Maschinenschlossers. Nach seiner Entlassung aus der „Schutzhaft“ der Nationalsozialisten war er arbeitslos, bis er ab 1936 als Schlossermeister arbeiten konnte. Von 1945 bis 1956 war er Sozialdezernent und Erster Beigeordneter von Münster.
Hemsath starb auf einer Zugreise von Kassel nach Münster in Wiesbaden. Er wurde auf dem Friedhof Lauheide in Münster-Telgte beerdigt. Die Trauerrede hielt Ministerpräsident Heinz Kühn.

### Politik
Hemsath trat 1919 in die SPD ein und war von 1928 bis 1933 Mitglied der Stadtverordnetenversammlung in Münster. Nach der Machtergreifung der Nationalsozialisten saß er 1933/34 in „Schutzhaft“.
Nach dem Zweiten Weltkrieg beteiligte er sich am Wiederaufbau der SPD in Münster. Er gehörte von 1950 bis 1959 dem Landtag von Nordrhein-Westfalen an. Von 1956 bis 1958 war er im Kabinett Steinhoff Arbeits- und Sozialminister in Nordrhein-Westfalen. 1959 trat er als hessischer Staatsminister für Arbeit, Volkswohlfahrt und Gesundheitswesen in das Kabinett von Georg-August Zinn ein. Er übte das Amt bis 1969 aus. Von 1962 bis 1970 war er Mitglied des Hessischen Landtages.

## Ehrungen
- 1968: Großes Verdienstkreuz mit Stern und Schulterband der Bundesrepublik Deutschland
- Die Marie-Juchacz-Plakette der Arbeiterwohlfahrt wurde ihm 1969 verliehen.
- 1971: Wilhelm-Leuschner-Medaille